# سنديان زاني
السنديان الزاني (من الزان) نوع نباتي شجري من جنس السنديان من الفصيلة الزانية.

## الموئل والانتشار
موطن هذا النوع في المغرب العربي وجنوب غرب أوروبا حيث ينتشر في المغرب والجزائر و تونس وإسبانيا والبرتغال